# Mark Rozental
Mark Moisiejewicz Rozental (ros. Марк Моисе́евич Розента́ль; ur. 1906 w Uściu, zm. 1975 w Moskwie) – radziecki filozof, specjalista w zakresie materializmu historycznego i historii filozofii rosyjskiej, doktor nauk filozoficznych, profesor, uhonorowany tytułem „Zasłużony Działacz Nauki RFSRR”. Pod jego redakcją ukazał się Krótki słownik filozoficzny. Jeden z autorów podręcznika filozofii marksistowsko-leninowskiej, który miał wiele wydań i został przetłumaczony na kilka języków obcych.

## Publikacje
Przekłady na język polski
- Podstawy filozofii marksistowskiej. zespół autorski F. W. Konstantinow et al. ; tł. Marian Drużkowski et al.. Wyd. 2. Warszawa: Książka i Wiedza, 1961. Brak numerów stron w książce 902, [1] s. ; 21 cm.
- Aleksiej Bogomołow, Dmitrij Czesnokow, Władisław Kelle, Fiodor Konstantinow, Teodor Ojzerman, Mark Rozental, i in.: Podstawy filozofii marksistowsko-leninowskiej. Pod redakcją F. W. Konstantinowa ; z ros. przeł. Henryk Widłaszewski. Warszawa: Książka i Wiedza, 1980. Brak numerów stron w książce 672, [3] s. ; 20 cm.
- Krótki słownik filozoficzny. Mark Rozental, Pawieł Judin (red.). Warszawa: Książka i Wiedza, 1955. Brak numerów stron w książce 755.